# مقاطعة بايفيلد (ويسكونسن)
مقاطعة بايفيلد (بالإنجليزية: Bayfield County, Wisconsin)‏ هي إحدى مقاطعات ولاية ويسكونسن في الولايات المتحدة. تأسست سنة 1866، وتبلغ مساحتها 2,042 ميل مربع (5,290 كـم2)، بلغ عدد سكانها 15099 نسمة في عام 2010 حسب إحصاء مكتب تعداد الولايات المتحدة .

## وصلات خارجية
- الموقع الرسمي
- United States Counties